# Команда (военное дело)
Кома́нда  (через фр. commande или нем. Kommando, от итал. соmаndо, от лат. commandare — «рекомендовать, препоручать», от mandare — «передавать, вручать», от manus — «рука» и dare — «давать») — термин в военном деле, который может иметь следующие понятия:
1. Устное приказание начальника (командира), озвученное в краткой форме согласно положениям воинских уставов и наставлений.
2. В ВМФ СССР и ВМФ РФ — штатное подразделение боевых частей (служб) корабля. Данные команды называются по основной выполняемой функции (команда управления, огневая команда) либо по специальностям входящим в её состав (команда радиотелеграфистов)[5].
3. В ВМФ СССР и ВМФ РФ — штатное подразделение корабля вне боевых частей (служб), выполняющее задачи по обеспечению его повседневного функционирования. К таковым на надводных кораблях I, II и III ранга относится боцманская команда и командование обслуживания авиационного оборудования (на авианесущих кораблях). К примеру боцманская команда на корабле выполняет задачи по содержанию в чистоте верхней палубы, надстроек и бортов, содержание в исправности тросов (канатов), такелажа а также покрасочные работы на корабле. В распоряжении боцманской команды находятся якорное, швартовное, буксирное, погрузочное устройства и плавательные средства. На кораблях I ранга к ним также относятся команда писарей и команда музыкантов (военный оркестр). Данные команды подчиняются помощнику командира корабля. На подводных лодках боцманская команда совмещает обязанности команды рулевых-сигнальщиков, которая имеется только на надводных кораблях[5].
4. Личный состав корабля находящийся в казарме береговой базы[5].
5. Штатное подразделение (постоянное формирование) либо созданное на определённое время (сводное) формирование от трёх человек и более, предназначенное для выполнения какой-либо работы или служебного задания. К штатным командам к примеру относятся: пожарные, пулемётные, аэродромные, полигонные, спортивные и другие[6].